# Демерара-Махайка
Демерара-Махайка (англ. Demerara-Mahaica) — регіон в Гаяні. Адміністративний центр — місто Парадайз.
На півночі регіон межує з Атлантичним океаном, на сході з регіоном Махайка-Бербіс, на півдні з регіоном Верхня Демерара-Бербіс, а на заході з регіоном Острови Есекібо-Західна Демерара.
У регіон Демерара-Махайка входить столиця Гаяни — місто Джорджтаун, а також міста Бакстон, Енмор, Вікторія і Парадайз.

## Населення
Уряд Гаяни проводив три офіційні переписи, починаючи з адміністративних реформ 1980: в 1980, 1991 і 2002 роках. Незважаючи на те, що регіон є найменшим, він має найбільше населення. У 2012 році населення регіону досягло 313 429 чоловік. Офіційні дані переписів населення в регіоні Демерара-Махайка:
- 2012: 313429 людини
- 2002: 310320 людини
- 1991: 296924 людини
- 1980: 317475 людини